# Cycloprosopon dobrogea

Cycloprosopon dobrogea

Cycloprosopon dobrogea este denumirea științifică ce a fost dată unei noi specii fosile de crab mic, apod (lipsit de picioare), care a trăit în jurasic în estul României, în recifuri de spongieri.
Denumirea a fost dată de Feldmann et al. în 2006, clasificat ca Malacostraca - Decapoda - LPBIIIart-040, a carapace.
Fosila a fost descoperită într-o structură de recif cilindric, cu diametrul de circa 30 m, care, în acea perioadă, era acoperit de apele oceanului planetar. Acest crab primitiv avea un corp plat și o lungime de numai 1,2 cm. Nu se știe cum se deplasa, deoarece nu avea picioare care să iasă de sub carapace.
Se bănuiește că se ascundea în mici crăpături din reciful de spongieri (bureți de mare), a declarat Carrie Schweitzer, geolog la Universitatea de Stat Kent din Ohio, cea care a descoperit fosila, împreună cu colegul ei Rodney M. Feldmann, în colaborare cu Iuliana Lazăr de la Universitatea din București..
Deși acești crabi trăiau la o adâncime mare, unde dinozaurii nu puteau ajunge, este posibil ca ei să fi constituit totuși hrană pentru ihtiozauri sau pleziozauri.